# Kuku (gra karciana)
Kuku – gra karciana przeznaczona dla dwóch i więcej osób. Jest nieco zmodyfikowaną wersją kenta.

## Zasady
W kuku można grać dowolną talią, ale zalecane jest granie pełną. Jeden gracz otrzymuje 4 karty, każdy kolejny z graczy dostaje po 3 karty. Reszta kart nie pełni już żadnej roli w grze. Jeżeli jakiś gracz ma trzy karty tej samej wartości lub w takim samym kolorze, wygrywa, mówiąc: „kuku!”. Po rozdaniu kart gracze zgodnie z ruchem wskazówek zegara przekazują sobie po jednej nadmiarowej karcie.
Zwykle ostatnia osoba, która nie zgłosiła posiadania trzech jednakowych kart w tym samym kolorze lub kart o tej samej wartości zgłoszeniem „kuku” jest zobowiązywana do odgadnięcia kart innych graczy którzy w zależności od zasad deklarują lub nie typ zebranych kart: „kolor” lub „figury”. Zabronionym jest wypowiedzenie hasła „kuku” jeśli posiada się 4 karty. Taki gracz zostaje zdyskwalifikowany i przegrywa.

## Warianty
W jednym z wariantów, gracz może wymienić kartę, którą wcześniej oddał i następnie została mu ona przekazana z powrotem. Kartę bierze się z części talii nieuczestniczącej w grze.

## Kuku bite
Zasady gry w kuku bite są podobne do zwykłej wersji, tylko pod koniec jeśli ktoś nie odgadnie koloru bądź figury, następuje kara bicia kartami po ręce. Jakie to będzie bicie zależy od kart. Wartość bicia to:
- kier – krwiste uderzenia
- karo – mocne uderzenia
- pik – słabe uderzenia
- trefl – najsłabsze uderzenia

Jeśli ktoś wylosuje np. 2 kier, to dostaje dwa krwiste uderzenia. As jest najmocniejszą kartą – przeciwnik dostaje aż 11 uderzeń.